# Tõlluste
Tõlluste (verouderd ook wel Tõlliste, Duits: Töllist) is een plaats in de Estlandse gemeente Saaremaa, provincie Saaremaa. De plaats heeft de status van dorp (Estisch: küla) en telt 54 inwoners (2021).
Tot in oktober 2017 behoorde Tõlluste tot de gemeente Pihtla. In die maand werd Pihtla bij de fusiegemeente Saaremaa gevoegd.
Bij Tõlluste staat een eik met een hoogte van 20 meter en een omtrek van 484 cm, de Tõlluste tamm. Volgens een legende zou Tõlluste de geboorteplaats zijn van Suur Tõll, een legendarische reus die op Saaremaa zou hebben geleefd.

## Geschiedenis
Tõlluste werd voor het eerst genoemd in 1528 als landgoed Arries. Vanaf het midden van de 16e eeuw heette het landgoed Töllist; vermoedelijk was een familie Tölsen de eigenaar. Na de Grote Noordse Oorlog (1700-1721) behoorde het landgoed toe aan de familie von Vietinghoff. Tussen 1788 en 1904 was het landgoed in handen van de familie von Saß; daarna werd het tot de onteigening door het onafhankelijk geworden Estland in 1919 beheerd door de families von Sengbusch en Nolcken.
De familie von Vietinghoff bouwde het landhuis, dat van 1747 dateert. Het is deels van steen, deels van hout. In 1920 is het verbouwd en uitgebreid. Naast het landhuis, dat in particuliere handen is, zijn ook een paar bijgebouwen bewaard gebleven, waaronder een schuur van twee woonlagen.
Pas in 1920 was er sprake van een nederzetting Tõlluste op het terrein van het voormalige landgoed. In 1939 werd ze een dorp. In 1977 werden de buurdorpen Kase, Nurme en Poka bij Tõlluste gevoegd.